# Destination Eurovision 2019
A 2019-es Destination Eurovision egy francia zenei verseny volt, melynek keretén belül a közönség és a nemzetközi zsűrik kiválasztotta, hogy ki képviselje Franciaországot a 2019-es Eurovíziós Dalfesztiválon, Tel-Avivban. A 2019-as Destination Eurovision volt a második francia nemzeti döntő 2018 óta.
Az élő műsorsorozatba ezúttal is tizennyolc dal versenyzett az Eurovíziós Dalfesztiválra való kijutásért. A sorozat ismét háromfordulós volt; két elődöntőt, január 12-én és január 19-én, illetve egy döntőt rendeztek, 2019. február 26-án. Az adások alatt a közönség és a nemzetközi zsűri döntött mindenről. A verseny győztese Bilal Hassani lett, aki Roi című dalával képviseli az országot Tel-Avivban.

## Helyszín
A műsor helyszínéül az előző évekhez hasonlóan a Studios de France 217-es, 2090 m²-es stúdiója szolgált, Saint-Denis-ben.

## A műsorvezetők és a zsűritagok
A második évadban a műsor házigazdája ismét Garou volt.
A szakmai zsűri tagjai:
- André Manoukian: énekes-dalszerző, a La Nouvelle Star korábbi zsűritagja, a 2018-as Eurovízió elődöntőinek kommentátora.
- Christophe Willem: énekes, a La Nouvelle Star negyedik évadának győztese és a francia X Factor egykori zsűrije , a 2018-as Eurovízió elődöntőinek és döntőjének kommentátora.
- Vitaa: énekes, a belga The Voice zsűrije.

## A résztvevők
A France Télévisions 2018. december 6-án jelentette be az élő műsorsorozatba jutottak névsorát egy sajtótájékoztató során.
| Előadó             | Dal                                  | Nyelv                   | Zene / Szöveg                                                               |
| ------------------ | ------------------------------------ | ----------------------- | --------------------------------------------------------------------------- |
| Aysat              | Comme une grande                     | francia                 | Aysat, Mohamed Zayana                                                       |
| Battista Acquaviva | Passiò                               | korzikai                | Battista Acquaviva, Florent Bidoyen, Théodore Eristoff                      |
| Bilal Hassani      | Roi                                  | angol, francia          | Bilal Hassani, Madame Monsieur, Medeline                                    |
| Chimène Badi       | Là-haut                              | francia                 | Yseult, Yacine Azeggagh, Corson, Boban Apostolov                            |
| Doutson            | Sois un bon fils                     | francia                 | Mamadou Niakate, Jean-Pascal Anziani, Ryad Bouchami, Caz B                  |
| Emmanuel Moire     | La Promesse                          | francia                 | Emmanuel Moire                                                              |
| Florina            | In the Shadow                        | angol, francia          | Manon Romiti, Silvio Lisonne, Pierre-Laurent Faure, Adrien Levron           |
| Gabriella          | On cherche encore (Never Get Enough) | angol, francia          | Gabriella Laberge, Christian Sbrocca, Richard Turcotte, Zander Howard Scott |
| Lautner            | J'ai pas le temps                    | francia                 | John Mamann, Johnny Goldstein, Koby Hass, Sophie Tapie                      |
| Mazy               | Oulala                               | francia                 | Julie Mazi                                                                  |
| Naestro            | Le brasier                           | francia                 | Mark Hekic, Alexandra Maquet, Thierry Leteurtre                             |
| Noémie             | Ma petite famille                    | francia                 | Noémie, Youssoupha, Cehashi                                                 |
| Philipelise        | Français Madame La Paix              | francia                 | Elise Philip, Guillaume Soulan                                              |
| Seemone            | Tous les deux                        | francia                 | Fabrice Mantegna, Alexandre Mazarguil, Léa Simoncini                        |
| Silvàn Areg        | Allez leur dire                      | francia                 | Caz B, Mamadou Niakate, Erick Ness                                          |
| The Divaz          | La Voix d'Aretha                     | angol, francia          | Yacine Azeggagh, Marielle Hervé                                             |
| Tracy De Sá        | Por Aqui                             | angol, francia, spanyol | Tracy De Sá, Tiery-F                                                        |
| Ugo                | Ce qui me blesse                     | francia                 | Ugo Benterfa, Vicken Sayrin                                                 |

## Elődöntők
A France Télévisions két elődöntőt 2019. január 12-én és január 19-én tartott. A háromtagú zsűri közvetlenül a dalok elhangzása után váleményezte az egyes dalokat. A versenydalok elhangzása után a nézők sms-ben szavazhatnak kedvenceikre. A nézői szavazás lezárása után a nemzetközi zsűri kiosztotta pontjait. Az első helyezett 12 pontot kapott, a második 10-et, a harmadik 8-at, a negyedik 6-ot, az ötödik 4-et, míg a hatodik 2  pontot. A nemzetközi zsűrik pontjai után a nézői pontszámok átlagát kerekítve hozzáadták a versenydal pontszámaihoz, így alakul ki a végleges pontszám. A kialakult sorrend alapján az első négy dal kerül a döntőbe. A műsort élőben közvetítette a France 2, a TV5 Monde (svájci és belga közmédiumok, illetve a kanadai Québecben található francia nyelvű televízió is), valamint interneten france.tv és Facebookon a hivatalos francia Eurovíziós oldal.

### Első elődöntő
Az első elődöntőt január 19-én rendezték kilenc előadó részvételével. A végeredményt a nemzetközi zsűrik és a nézők szavazatai alakították ki.
| # | Előadó             | Dal               | Feldolgozás (Eredeti előadó)                   | Nézők | Nemzetközi zsűri | Összesen | Helyezés |
| - | ------------------ | ----------------- | ---------------------------------------------- | ----- | ---------------- | -------- | -------- |
| 1 | Naestro            | Le brasier        | Perfect (Ed Sheeran)                           | 8     | 12               | 20       | 9        |
| 2 | Florina            | In the Shadow     | L'hymne à l'amour (Édith Piaf)                 | 21    | 0                | 21       | 8        |
| 3 | Chimène Badi       | Là-haut           | Je ne regrette rien (Édith Piaf)               | 44    | 22               | 66       | 2        |
| 4 | Battista Acquaviva | Passiò            | Parla più piano (Gianni Morandi)               | 29    | 2                | 31       | 7        |
| 5 | Silvàn Areg        | Allez leur dire   | Un homme debout (Claudio Capéo)                | 21    | 38               | 59       | 3        |
| 6 | Bilal Hassani      | Roi               | Carmen (Stromae)                               | 57    | 58               | 115      | 1        |
| 7 | Aysat              | Comme une grande  | Dancing Queen (ABBA)                           | 6     | 34               | 40       | 4        |
| 8 | Lautner            | J'ai pas le temps | J'ai cherché (Amir)                            | 9     | 26               | 35       | 5        |
| 9 | Mazy               | Oulala            | Si seulement je pouvais lui manquer (Calogero) | 15    | 18               | 33       | 6        |

A nemzetközi zsűri tagjai:
- Paul Jordan: Eurovíziós szakember.
- Tali Eshkoli: társproducere a 2019-es tel-avivi Eurovíziónak.
- David Tserunyan: az örmény Eurovíziós delegáció vezetője.
- Carla Bugalho Trindade: társproducere a 2018-as lisszaboni Eurovíziónak.
- Sanja Vučić: énekes, a 2016-os Eurovízión Szerbiát képviselte.

| 1 | Naestro            | Le brasier        | —  | 2  | 2  | 2  | 6  | 12 |
| 2 | Florina            | In the Shadow     | —  | —  | —  | —  | —  | 0  |
| 3 | Chimène Badi       | Là-haut           | 2  | 6  | 6  | —  | 8  | 22 |
| 4 | Battista Acquaviva | Passiò            | —  | —  | —  | —  | 2  | 2  |
| 5 | Silvàn Areg        | Le petit Nicolas  | 10 | 12 | 10 | 6  | —  | 38 |
| 6 | Bilal Hassani      | Roi               | 12 | 10 | 12 | 12 | 12 | 58 |
| 7 | Aysat              | Comme une grande  | 8  | 8  | 8  | 10 | —  | 34 |
| 8 | Lautner            | J'ai pas le temps | 4  | 4  | —  | 8  | 10 | 26 |
| 9 | Mazy               | Oulala            | 6  | —  | 4  | 4  | 4  | 18 |

### Második elődöntő
A második elődöntőt január 19-én rendezték kilenc előadó részvételével. A végeredményt a nemzetközi zsűrik és a nézők szavazatai alakították ki.
| # | Előadó         | Dal                                  | Feldolgozás (Eredeti előadó)         | Nézők | Nemzetközi zsűri | Összesen | Helyezés |
| - | -------------- | ------------------------------------ | ------------------------------------ | ----- | ---------------- | -------- | -------- |
| 1 | Gabriella      | On cherche encore (Never Get Enough) | L'encre de tes yeux (Francis Cabrel) | 18    | 14               | 32       | 6.       |
| 2 | The Divaz      | La voix d'Aretha                     | Respect (Aretha Franklin)            | 28    | 26               | 54       | 3.       |
| 3 | Ugo            | Ce qui me blesse                     | Résiste (France Gall)                | 8     | 30               | 38       | 5.       |
| 4 | Tracy de Sá    | Por aqui                             | Lose Yourself (Eminem)               | 13    | 2                | 15       | 8.       |
| 5 | Emmanuel Moire | La promesse                          | Take On Me (A-ha)                    | 56    | 28               | 84       | 2.       |
| 6 | Noémie         | Ma petite famille                    | Wonderwall (Oasis)                   | 6     | 8                | 14       | 9.       |
| 7 | Seemone        | Tous les deux                        | Magnolia forever (Claude François)   | 53    | 60               | 113      | 1.       |
| 8 | Doutson        | Sois un bon fils                     | Femme libérée (Cookie Dingler)       | 15    | 24               | 39       | 4.       |
| 9 | PhilipElise    | Madame la paix                       | J'veux du soleil (Au P'tit Bonheur)  | 13    | 18               | 31       | 7.       |

A nemzetközi zsűri tagjai:
- Zoë Straub: énekes, a 2016-os Eurovízión Ausztriát képviselte.
- Mikolas Josef: énekes, a 2018-as Eurovízión Csehországot képviselte.
- Natia Mshvenieradze: a grúz Eurovíziós delegáció vezetője.
- Anushik Ter-Ghukasyan: az örmény Eurovíziós delegáció tagja.
- Christer Björkman: a svéd Eurovíziós delegáció tagja, a Melodifestivalen producere.

| 01 | Gabriella      | On cherche encore (Never Get Enough) | —  | 10 | 4  | —  | —  | 14 |
| 02 | The Divaz      | La voix d'Aretha                     | 2  | 8  | 6  | 6  | 4  | 26 |
| 03 | Ugo            | Ce qui me blesse                     | 8  | 4  | —  | 8  | 10 | 30 |
| 04 | Tracy de Sá    | Por aqui                             | —  | —  | —  | —  | 2  | 2  |
| 05 | Emmanuel Moire | La promesse                          | 10 | 6  | —  | 4  | 8  | 28 |
| 06 | Noemie         | Ma petite famille                    | —  | —  | 8  | —  | —  | 8  |
| 07 | Seemone        | Tous les deux                        | 12 | 12 | 12 | 12 | 12 | 60 |
| 08 | Douston        | Sois un bon fils                     | 6  | —  | 10 | 2  | 6  | 24 |
| 09 | PhilipElise    | Madame la paix                       | 4  | 2  | 2  | 10 | —  | 18 |

## Döntő
A döntőt január 26-án rendezték nyolc előadó részvételével. A végeredményt a nemzetközi zsűrik és a nézők szavazatai alakították ki.
| # | Előadó         | Dal              | Feldolgozás (Eredeti előadó)          | Nemzetközi zsűri | Nézők | Összesen | Helyezés |
| - | -------------- | ---------------- | ------------------------------------- | ---------------- | ----- | -------- | -------- |
| 1 | Chimène Badi   | Là-haut          | Ne partez pas sans moi (Céline Dion)  | 56               | 63    | 119      | 3.       |
| 2 | Silvàn Areg    | Allez leur dire  | Le dernier qui a parlé (Amina Annabi) | 76               | 26    | 102      | 5.       |
| 3 | The Divaz      | La voix d'Aretha | Waterloo (ABBA)                       | 44               | 48    | 92       | 6.       |
| 4 | Emmanuel Moire | La promesse      | Euphoria (Loreen)                     | 64               | 51    | 115      | 4.       |
| 5 | Doutson        | Sois un bon fils | J’ai cherché (Amir)                   | 10               | 8     | 18       | 8.       |
| 6 | Seemone        | Tous les deux    | L’oiseau et l’enfant (Marie Myriam)   | 94               | 62    | 156      | 2.       |
| 7 | Bilal Hassani  | Roi              | Fuego (Eleni Foureira)                | 50               | 150   | 200      | 1.       |
| 8 | Aysat          | Comme une grande | Fairytale (Alexander Rybak)           | 26               | 12    | 38       | 7.       |

A nemzetközi zsűri tagjai:
- Rona Nishliu: énekes, a 2012-es Eurovízión Albániát képviselte.
- Alexandros Panayi: énekes, az 1995-ös és a 2000-es Eurovízión Ciprust képviselte.
- Olga Salamakah: társproducere a 2018-as minszki Junior Eurovíziónak.
- Michael Kealy: az RTÉ producere
- Doron Medalie: Izrael 2018-as Eurovíziós dalának szerzője.
- Cristoph Pellander: a német Eurovíziós delegáció vezetője.
- Nicola Caligiore: az olasz Eurovíziós delegáció vezetője.
- Ekaterina Orlova: zenei műsorok producere.
- Beatriz Luengo: énekes, táncos, színész.
- Reto Peritz: a svájci Eurovíziós delegáció vezetője.

| A nemzetközi zsűrik részletes pontjai | A nemzetközi zsűrik részletes pontjai | A nemzetközi zsűrik részletes pontjai | A nemzetközi zsűrik részletes pontjai | A nemzetközi zsűrik részletes pontjai | A nemzetközi zsűrik részletes pontjai | A nemzetközi zsűrik részletes pontjai | A nemzetközi zsűrik részletes pontjai | A nemzetközi zsűrik részletes pontjai | A nemzetközi zsűrik részletes pontjai | A nemzetközi zsűrik részletes pontjai | A nemzetközi zsűrik részletes pontjai | A nemzetközi zsűrik részletes pontjai | A nemzetközi zsűrik részletes pontjai |
| Előadó                                | Dal                                   | ALB                                   | BLR                                   | CYP                                   | GER                                   | IRE                                   | ISR                                   | ITA                                   | RUS                                   | ESP                                   | SWI                                   | Összesen                              |                                       |
| ------------------------------------- | ------------------------------------- | ------------------------------------- | ------------------------------------- | ------------------------------------- | ------------------------------------- | ------------------------------------- | ------------------------------------- | ------------------------------------- | ------------------------------------- | ------------------------------------- | ------------------------------------- | ------------------------------------- | ------------------------------------- |
| Chimène Badi                          | Là-haut                               |                                       |                                       |                                       |                                       |                                       |                                       |                                       |                                       |                                       |                                       |                                       |                                       |
| Silvàn Areg                           | Allez leur dire                       |                                       |                                       |                                       |                                       |                                       |                                       |                                       |                                       |                                       |                                       |                                       |                                       |
| The Divaz                             | La voix d'Aretha                      |                                       |                                       |                                       |                                       |                                       |                                       |                                       |                                       |                                       |                                       |                                       |                                       |
| Emmanuel Moire                        | La promesse                           |                                       |                                       |                                       |                                       |                                       |                                       |                                       |                                       |                                       |                                       |                                       |                                       |
| Doutson                               | Sois un bon fils                      |                                       |                                       |                                       |                                       |                                       |                                       |                                       |                                       |                                       |                                       |                                       |                                       |
| Seemone                               | Tous les deux                         |                                       |                                       |                                       |                                       |                                       |                                       |                                       |                                       |                                       |                                       |                                       |                                       |
| Bilal Hassani                         | Roi                                   |                                       |                                       |                                       |                                       |                                       |                                       |                                       |                                       |                                       |                                       |                                       |                                       |
| Aysat                                 | Comme une grande                      |                                       |                                       |                                       |                                       |                                       |                                       |                                       |                                       |                                       |                                       |                                       |                                       |

## Nézettség
| Adás             | Sugárzás                        | Közönség  | Közönség     | Napi helyezés | Forrás |
| Adás             | Sugárzás                        | Nézettség | Arány (PDM%) | Napi helyezés | Forrás |
| ---------------- | ------------------------------- | --------- | ------------ | ------------- | ------ |
| Első elődöntő    | 2019. január 12., szombat 21:00 | 2 136 000 | 11,8 %       | 3.            | [ 3 ]  |
| Második elődöntő | 2019. január 19., szombat 21:00 | 1 487 000 | 7,8 %        | 4.            | [ 4 ]  |
| Döntő            | 2019. január 26., szombat 21:00 | 2 135 000 | 11,7 %       | 3.            | [ 5 ]  |